# Didecil-dimetilammonio cloruro
Il didecil-dimetilammonio cloruro (DDAC) è un composto di ammonio quaternario utilizzato come antisettico e disinfettante. Agisce provocando la disgregazione delle interazioni intermolecolari e la dissociazione dei doppi strati lipidici.
L'attività batteriostatica (che impedisce la crescita microbica) o battericida (che li uccide) del DDAC dipende dalla sua concentrazione e dalla fase di crescita della popolazione microbica. È un biocida ad ampio spettro contro batteri e funghi e può essere utilizzato come detergente disinfettante per tessuti, raccomandato per l’uso in ospedali, hotel e industrie. Inoltre, trova impiego in ginecologia, chirurgia, oftalmologia, pediatria e nelle sale operatorie, oltre che per la sterilizzazione di strumenti chirurgici, endoscopi e la disinfezione delle superfici.
A seguito della scoperta di DDAC nella catena alimentare nel 2012, l'Unione Europea ha riesaminato la sua tossicità per via orale e ha aumentato il limite massimo di residuo (LMR) a 0,5 mg/kg nel luglio 2012.
Inoltre, il DDAC, come altri composti di ammonio quaternario, può favorire lo sviluppo di resistenza nei microrganismi se impiegato a concentrazioni sub-letali.